# 枚壽傳
枚壽傳（1905年4月1日—1973年4月17日），也譯作梅壽傳，又稱正智居士枚壽傳（cư sĩ Chánh Trí Mai Thọ Truyền），越南共和國政治家，佛教居士。在1967年越南共和國總統選舉中，他與陳文香議員聯名，登記爲副總統候選人。

## 家庭背景
枚壽傳的祖父總長枚成功（Mai Thành Công）是一名儒學家，他的兩個兒子也在儒學傳統中接受了教育。長子枚成勤（Mai Thành Cần，枚壽傳的生父）必須學習國語字和法語才能從事鄉職，後來因爲擁有才能而被任命爲副總長；次子枚文宮（Mai Văn Cung）擅長漢字的同時也精通法語，因而得到了留學獎學金，成爲工程師後回來在度田所裏擔任經理。枚文宮的妻子黎氏義（Lê Thị Ngỡi，1855年－1933年）原爲天主教徒（且有法國國籍），後來皈依佛教。

## 生平
1905年4月1日，枚壽傳出生於越南南方檳椥省隆美村。幼時就讀於檳椥的法越初小，後來前往美湫中學和西貢的夏瑟盧-魯巴中學求學。1924年考取行政祕書，工作於西貢、河仙和堤岸。1931年考取知縣，在西貢、茶榮、龍川和沙瀝工作。他以廉潔、正直、道德而出名，不奉承上司、欺淩百姓，受人愛戴。

1945年日軍在法屬印度支那發起三九政變後，時任梂昂郡郡長的枚壽傳被邀請出任茶榮省副省長。同年6月，陳仲金政府任命他爲龍川省禿衂郡郡長。八月革命後，他擔任龍川週城越盟軍部委員會主席，後任龍川省人民委員會辦公室主任和財政委員。法軍佔領龍川後，枚壽傳與委員會一起撤離到𡶀垃（Núi Sập，即瑞山）後解散，將指揮權交給了行政抗戰委員會，躲避到了鄉村地區。在阮文清政府的邀請下，枚壽傳先後擔任沙瀝郡郡長和沙瀝省省長，後請求辭職，未果，告病療養。

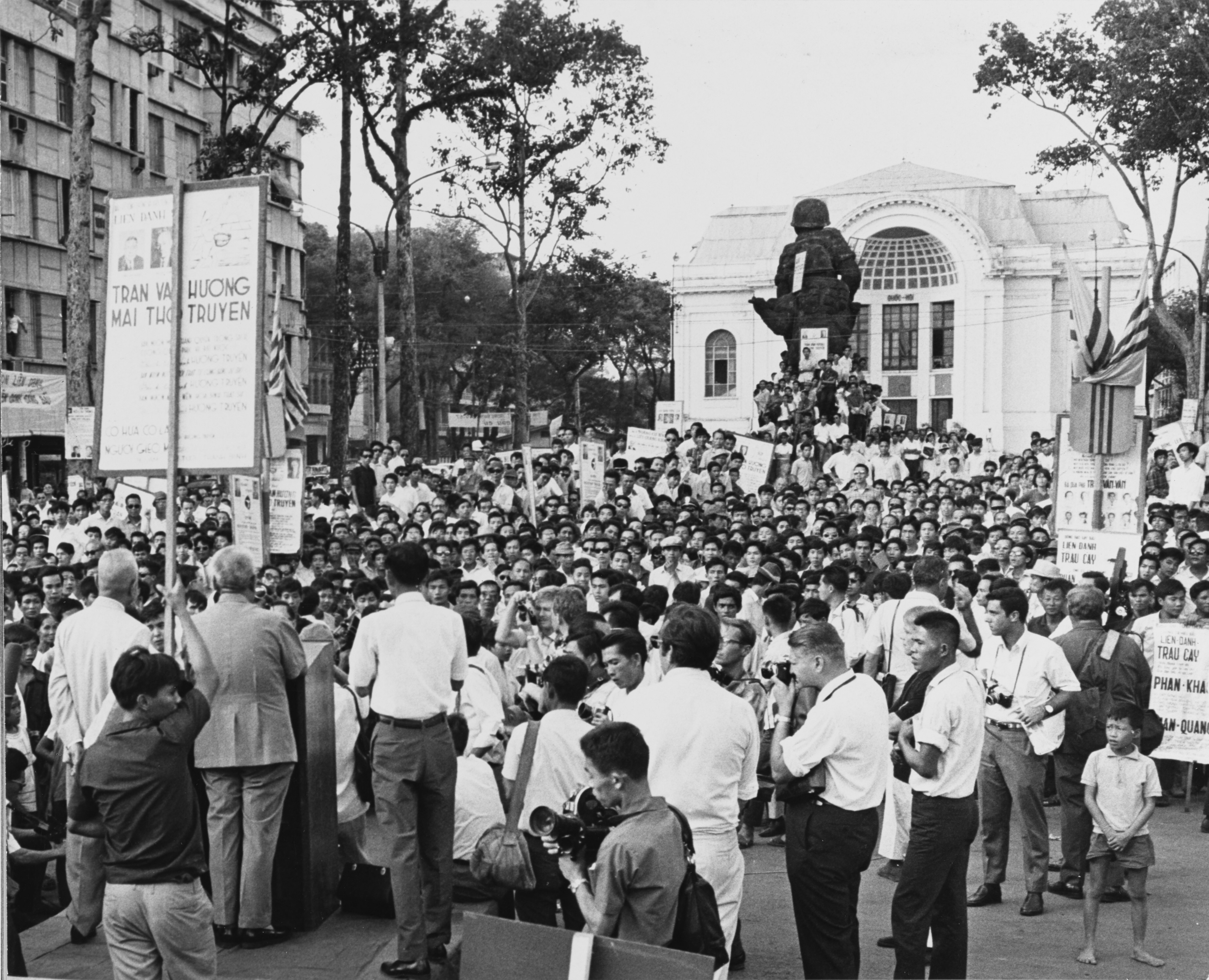
1967年枚壽傳以副總統候選人身份，與總統候選人陳文香在西貢市中心集會上發表演說

1947年年中，枚壽傳申請調回西貢，並先後擔任：阮文春政府（河內）總理府辦公廳主任、經濟部辦公廳主任、外交部行政事務監督、阮攀龍政府內務部辦公廳董理、越南首憲府辦公廳董理和阮福寶蔍政府總理府辦公廳副董理。1955年改任行政清查，並於1960年退休。
1963年吳廷琰被政變推翻後，枚壽傳加入了人士委員會。1967年，他與陳文香聯名參加越南共和國總統選舉，競選副總統，以第三名落選，阮文紹－阮高祺組合當選。1968年，枚壽傳擔任陳文香政府國務卿兼監察院院長，後改任負責文化事務的國務卿，直到去世。擔任負責文化事務的國務卿期間，枚壽傳做了許多有益當代和後代的工作：建立國家圖書館（今胡志明市綜合科學圖書館）、促成國家文庫和文化署的設立、成立典制文字委員會（Ủy ban Điển chế văn tự）並推動該機構的運作、成立翻譯委員會（Ủy ban dịch thuật）並出版珍貴的漢喃書籍，以及成立順化古蹟保存支部（Chi nhánh Bảo tồn Cổ tích Huế）。
1973年4月17日（癸丑年三月十五）上午8時15分，枚壽傳去世，享年69歲。

## 佛教事業
從小家人就希望枚壽傳像他叔叔枚文宮一樣成爲一名公務員。但是枚壽傳卻對佛教很感興趣，經常到寺廟聆聽說法，並閱讀了多種語言的佛教書報。
1936年－1939年左右，南圻政治局勢得到緩和，給予了佛教振興運動發展的條件。當時在茶榮省有兩川佛學會（Lưỡng Xuyên Phật học）、佛學學校和《唯心佛學》雜誌。當時枚壽傳還並非佛教徒，但他對佛學會的活動大力支持。在爲阮文清政府工作期間，枚壽傳经常拜訪龍安寺（chùa Long An）的釋行柱（Thích Hành Trụ）和尚，折服於他的德度與智慧，枚壽傳皈依佛教，成爲了他的弟子。

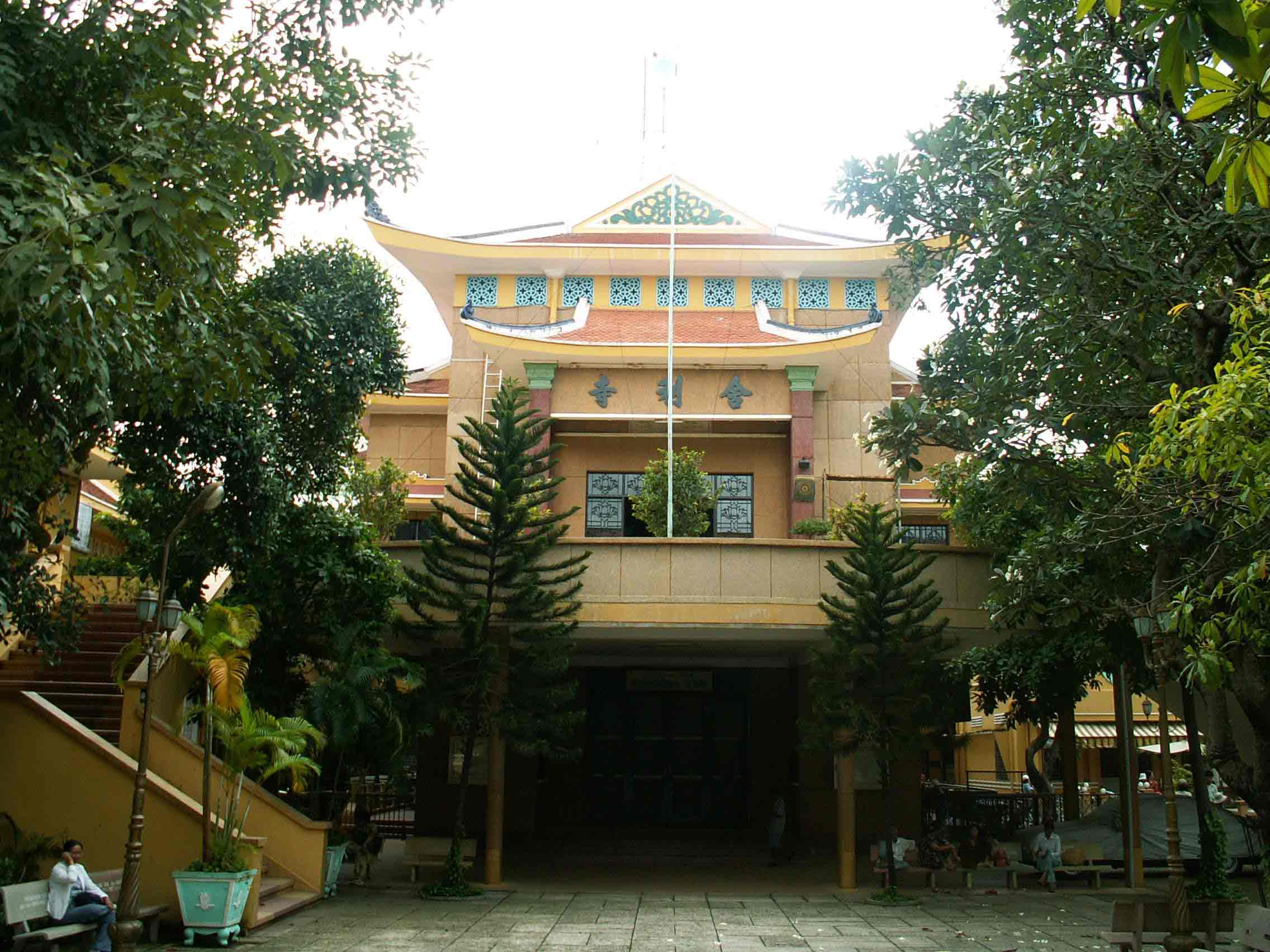
舍利寺

1950年，枚壽傳在西貢成立了南越佛學會（Hội Phật Học Nam Việt），一開始設於慶興寺，後遷往福和寺。1955年，枚壽傳擔任佛學會徽章。1956年，位於西貢清觀縣婆路（đường Bà Huyện Thanh Quan）89號的舍利寺開始建設，並於兩年後完工，成爲了南越佛學會新的總部。南越佛學會的機關雜誌《慈光》（Từ Quang）也由枚壽傳擔任主編兼主筆。
在1963年佛教徒危機時期的鬥爭中，枚壽傳擔任保衛佛教聯合會（Liên Phái Bảo vệ Phật giáo）秘書長，要求吳廷艷政府實行宗教平等政策。他和南越佛學會同意保衛佛教聯合會將中央總部設在舍利寺。當越南共和國當局讓軍隊和警察攻擊、封鎖寺廟，逮捕僧尼和佛教徒時，他也遭到了逮捕。舍利寺成爲了佛教徒們反對宗教歧視和獨裁鬥爭歷史上一個重要的地點。1964年，他參加了越南佛教聯合會的憲章起草委員會，並當選爲化導院副院長。但由於組織上的意見分歧，僅僅一個月後，枚壽傳就辭職而回到南越佛學會擔任會長。
萬行大學院成立後，該校在設施建成前暫時設置於舍利寺，枚壽傳先是擔任學院的老師，後擔任院長行政與財政特別助理，兼1967年－1968年總祕書。

## 著作
枚壽傳花費大量時間創作和翻譯關於佛學的作品：
- 《心與性》（Tâm và Tánh），1950年由河內慧燭出版社（Nhà Xuất bản Đuốc Tuệ - Hà Nội）出版
- 《涅磐的意義》（Ý nghĩa Niết Bàn），1962年
- 《爲他的一生》（Một đời sống vị tha），1962年
- 《心經越解》（Tâm kinh Việt giải），1962年
- 《越南佛教》（Le Bouddhisme au Viet Nam），1962年
- 《法華玄義》（Pháp Hoa huyền nghĩa）[14]，1964年
- 《地藏密義》（Địa Tạng mật nghĩa），1965年

此外，他還有一些未出版的作品，如《傳心法要》（Truyền tâm pháp yếu）、《西遊記》（Tây Du Ký）、《虛雲老和尚》（Hư Vân Lão Hòa Thượng）、《無量壽經》（Kinh Vô Lượng Thọ）、《觀無量壽經》（Kinh Quán Vô Lượng Thọ）、《在日本的十五日》（Mười lăm ngày ở Nhật）、《生活之道》（Đạo đời）、《淨土宗考究》（Khảo cứu về Tịnh Độ Tông）和《密宗考究》（Khảo cứu về Mật tông），另外還有一部未完成的作品《楞嚴經》（Kinh Lăng Nghiêm）。

### 引用
1. ↑  煮雲法師. . 菩提樹雜誌社. 1972年  [2022-06-19]. （原始内容存档于2022-06-19）.
2. ↑  . 新闻联播. 1964-12-21  [2022-06-19]. （原始内容存档于2022-06-21）. 在被捕的委员当中有南越的佛教徒领袖梅寿传，他在上周于印度举行的会议上被任命为世界佛教协会副会长。
3. ↑  . 國家文化記憶庫. 1969-12-16.
4. ↑  Trương Ngọc Tường 2019，第45-46頁.
5. ↑  Tiểu sử 2019，第11頁.
6. 1 2 3 4 5  Tiểu sử 2019，第12頁.
7. 1 2 3  Trương Ngọc Tường 2019，第47頁.
8. ↑  Nohlen, Grotz & Hartmann 2001，第338頁.
9. 1 2  Tiểu sử 2019，第15頁.
10. ↑  Trương Ngọc Tường 2019，第46頁.
11. ↑  Hoàng Văn Lễ 2019，第63頁.
12. ↑  Tiểu sử 2019，第13頁.
13. 1 2  Tiểu sử 2019，第14頁.
14. ↑  釋明正.  (硕士论文). 國立政治大學. 2011  [2022-06-19]. hdl:11296/7rrj89. （原始内容存档于2020-10-28）.
15. ↑  Tiểu sử 2019，第14-15頁.

### 來源
- (PDF). Cư Sĩ Chánh Trí Mai Thọ Truyền Với Hội Phật Học Nam Việt (Kỷ Yếu Hội Thảo Khoa Học). 2019-04-20: 11-15  [2022-06-19]. （原始内容 (pdf)存档于2022-06-19）.
- Trương Ngọc Tường.  (PDF). Cư Sĩ Chánh Trí Mai Thọ Truyền Với Hội Phật Học Nam Việt (Kỷ Yếu Hội Thảo Khoa Học). 2019-04-20: 45-48  [2022-06-20]. （原始内容 (PDF)存档于2022-06-19）.
- Nohlen, Dieter; Grotz, Florian; Hartmann, Christof. . Oxford University Press. 2001. ISBN 0-19-924959-8 （英语）.
- Hoàng Văn Lễ.  (PDF). Cư Sĩ Chánh Trí Mai Thọ Truyền Với Hội Phật Học Nam Việt (Kỷ Yếu Hội Thảo Khoa Học). 2019-04-20: 62-66  [2022-06-20]. （原始内容 (PDF)存档于2022-06-19）.

## 外部連結
- Mai Tho Truyen (Mai Thọ Truyền) | Virtual Saigon（页面存档备份，存于）